# Symphonie no 1 d'Auerbach
Chimera
Pour les articles homonymes, voir Symphonie no 1.
La Symphonie no 1 est une symphonie de la compositrice Lera Auerbach, écrite en 2006.

## Contexte et création
La Symphonie no 1 est une commande de l'orchestre symphonique de Düsseldorf. Elle a été créée le 10 novembre 2006 par l'orchestre symphonique de Düsseldorf, sous la direction de John Fiore (no).

## Structure
L'œuvre est en sept mouvements :
1. Aegri somnia
2. Post tenebras lux
3. Gorgoyles
4. Et in Arcadia ego
5. Siste, viator
6. Humum mandere
7. Requiem for Icarus

## Analyse
La Symphonie no 1 reprend certains thèmes du ballet The Little Mermaid, mais sans en faire une paraphrase. L'œuvre s'inspire de la mythologie grecque et des mutations des personnages légendaires qu'elle contient.

### Aegri somnia
Le premier mouvement débute par un motif pesant et lourd qui se développe ensuite.

### Post tenebras lux
Le deuxième mouvement, de tempo lent, présente des passages ascendant à l'orchestre, avec une trompette soliste mélancolique avant d'arriver sur une fin dans les aigus des cordes, semblables à des sifflets.

### Gorgoyles
Le troisième mouvement présente des contrastes rythmiques, passant de la douceur à un tourbillon chaotique.

### Et in Arcadia ego
Dans ce quatrième mouvement, le hautbois apporte une certaine nostalgie.

### Siste, viator
Le cinquième mouvement est empreint de lourdeur et d'un sombre pressentiment.

### Humum mandere
Ce sixième mouvement est bruyant, rapide et agité, apportant un contraste avec le mouvement précédent.

### Requiem for Icarus
Le mouvement final débute avec colère, mais s'adoucit avant de monter de plus en plus dans les aigus, jusqu'à atteindre une essence éthérée.